# Non Sila (huyện)
Non Sila (tiếng Thái: โนนศิลา) là một huyện (amphoe) của tỉnh Khon Kaen, đông bắc Thái Lan.

## Lịch sử
Tiểu huyện đã được thành lập vào ngày 15 tháng 7 năm 1996 thông qua việc tách ra từ Amphoe Ban Phai.
Theo quyết định ngày 1 tháng 5 năm 2007 của chính phủ Thái Lan, tất cả 81 tiểu huyện sẽ được nâng thành huyện. Với việc đăng công báo hoàng gia ngày 24 tháng 8, việc nâng cấp này thành chính thức.

## Địa lý
Các huyện giáp ranh (từ phía bắc theo chiều kim đồng hồ) Ban Phai, Nong Song Hong, Phon và Chonnabot.

## Hành chính
Huyện này được chia ra thành 5 phó huyện (tambon), các đơn vị này lại được chia thành 45 làng (muban). Thị trấn (thesaban tambon) Non Sila nằm trên một phần của tambon Non Sila and Ban Han. Có 4 Tổ chức hành chính tambon, khu vực phi đô thị tambon Non Sila được quản lý bởi một Tổ chức hành chính tambon.
| STT. | Tên         | Tên Thái   | Số làng | Dân số |  |
| ---- | ----------- | ---------- | ------- | ------ |  |
| 1.   | Non Sila    | โนนศิลา     | 7       | 4.180  |  |
| 2.   | Nong Pla Mo | หนองปลาหมอ | 8       | 4.536  |  |
| 3.   | Ban Han     | บ้านหัน      | 15      | 10.292 |  |
| 4.   | Pueai Yai   | เปือยใหญ่    | 8       | 3.403  |  |
| 5.   | Non Daeng   | โนนแดง     | 7       | 3.576  |  |